# Psenulus
Psenulus ist eine Gattung der Grabwespen (Spheciformes) aus der Familie Crabronidae. Es sind weltweit 121 Arten bekannt, von denen 26 in der Paläarktis verbreitet sind. Das Hauptverbreitungsgebiet ist die Orientalis. In Europa treten 10 Arten auf.

## Merkmale
Die Tiere haben einen deutlich erhabenen Querwulst unterhalb der Fühlerwurzeln und einen doppelten Längskiel zwischen den Fühlern. Wie auch die nahe verwandte Gattung Psen haben die Vertreter der Gattung Psenulus drei Submarginalzellen auf den Vorderflügeln, die Analzelle der Hinterflügel endet jedoch vor dem Beginn der Medialader. Ein spezielles Merkmal der Gattung ist die lange, nach unten gerichtete Borste an den Hüften der Hinterbeine, die vor allem bei den Weibchen hervortritt.

## Lebensweise
Die Lebensweise ist von ungefähr 12 Arten bekannt. Die Weibchen legen ihre Nester in markhaltigen Stängeln oder verlassenen Fraßgängen in Totholz an. Es gibt Arten, wie etwa Psenulus fuscipennis, die auch künstliche Nisthilfen nutzen. Die Brut wird je nach Art mit unterschiedlicher Beute versorgt. Es gibt Arten, die auf Blattläuse spezialisiert sind wie z. B. Psenulus fuscipennis und Psenulus pallipes. Andere tragen Blattflöhe in ihre Nistgänge ein wie Psenulus concolor, Psenulus alienus und Psenulus anomoneurae. Eine dritte Gruppe von Arten bevorzugt Zwergzikaden und Spornzikaden als Beute wie die im Fernen Osten heimischen Psenulus pulcherrimus und Psenulus iwatae. Psenulus sogatophagus erbeutet sowohl die Spornzikade Sogata furcifera als auch die Zwergzikade Nephotettix cincticeps, beide Schädlinge an Reispflanzen.
Bei manchen Arten wird die Niströhre mit einer schleimigen, schillernden Substanz ausgekleidet, die schnell aushärtet. Die Zellzwischenwände werden aus sehr feinen Eiweißfäden, manchmal vermischt mit Holzfasern oder Holz- und Markstücken hergestellt. Die Verpuppung findet bei manchen Arten in einem vollständigen Kokon statt, es gibt jedoch auch Arten wie etwa Psenulus pallipes, die nur einen unvollständigen Kokon spinnen, der aus einer groben, kappenförmigen Scheibe besteht unter der die Larve nur durch eine dünne Membran eingehüllt ist, die in eine nur schwer erkennbare Verkleidung der Zellwände übergeht. Die Ruhelarve krümmt sich deutlich „S“-förmig. Man kann verlassene Psenulus-Nester an dieser Abschlussscheibe sowie der Form des Larvenkots gut erkennen. Der Kot wird nicht regelmäßig ausgesondert, sondern einmal in einem langen wurstförmigen Stück entleert, das sich spiralförmig aufrollt.
In Mitteleuropa entwickelt sich pro Jahr meist eine, manchmal aber auch zwei Generationen. Verschiedene Arten der Schlupfwespen, Erzwespen, und Fleischfliegen sind als Parasitoide bekannt.

## Systematik
Die Gattung Psenulus gehört innerhalb der Unterfamilie Pemphredoninae zur Tribus Psenini. Innerhalb der Psenini ist Psenulus eng verwandt mit der Gattung Pluto. Die Flügeladerung ist sehr ähnlich, bei beiden Gattungen sind die Mediane der Hinterflügel distal gegabelt.

## Arten (Europa)
- Psenulus berlandi Beaumont 1937
- Psenulus concolor (Dahlbom 1843)
- Psenulus cypriacus van Lith 1973
- Psenulus fulvicornis (Schenck 1857)
- Psenulus fuscipennis (Dahlbom 1843)
- Psenulus hidalgo Guichard 1990
- Psenulus laevigatus (Schenck 1857)
- Psenulus meridionalis Beaumont 1937
- Psenulus pallipes (Panzer 1798)
- Psenulus schencki (Tournier 1889)

## Belege